# Tytlewo
Tytlewo – wieś w Polsce, położona w województwie kujawsko-pomorskim, w powiecie chełmińskim, w gminie Lisewo.
Tytlewo sąsiaduje z gminą Papowo Biskupie (z wsią Staw). Znajduje się tu m.in. świetlica.
W latach 1939 - 1942 dotychczasową nazwą wsi (i znajdującego się tam majatku) było Tittlewo, lecz po przeprowadzonej zamianie nazw miejscowości w Okręgu Rzeszy Gdańsk-Prusy Zachodnie, w latach 1942 - 1945 nazywała się Dietelsee.

## Podział administracyjny
W latach 1939–1945 położona była w okręgu Rzeszy Gdańsk-Prusy Zachodnie, w rejencji bydgoskiej (Regierungsbezirk Bromberg), w powiecie Chełmno (Kreis Kulm).
W latach 1975–1998 miejscowość należała administracyjnie do województwa toruńskiego. Wedle urzędowego podziału terytorialnego kraju, do końca 2010 r. w obrębie Tytlewa wyróżniona była 1 części miejscowości – Parcele, jednak została ona zniesiona z dniem 1 stycznia 2011 r.

## Demografia
Według Narodowego Spisu Powszechnego (III 2011 r.) wieś liczyła 117 mieszkańców. Jest dwunastą co do wielkości miejscowością gminy Lisewo.

## Związki wyznaniowe
Wedle podziału administracyjnego kościoła rzymskokatolickiego, Tytlewo należy do parafii pw. Świętych Bartłomieja i Anny.

## Prehistoria
W Tytlewie znaleziono grób skrzynkowy ludności kultury pomorskiej.

## Historia
W XIV w. miejscowość przeszła na własność prokuratora papowskiego (z Papowa Biskupiego).

## Zabytki
Według rejestru zabytków NID na listę zabytków wpisany jest park dworski z 2 połowy XIX w., nr rej.: 503 z 1.07.1986.